# 로린 마젤
로린 마젤(영어: Lorin Varencove Maazel, 1930년 3월 6일 ~ 2014년 7월 13일)은 프랑스 출신의 미국의 지휘자, 바이올린 연주자 및 작곡가이다.

## 일생
프랑스 파리 근교의 뇌이쉬르센(Neuilly-sur-Seine)의 유대계 미국인 가정에서 태어났고, 미국에서 성장하였다. 조부가 메트로폴리탄 오케스트라의 바이올린 연주자인 음악적인 가정에서 자랐으며, 7세 때에 첫 지휘 수업을 받고 8세에 데뷔한 신동이었다. 11세 때에는 라디오 방송에 특별출연하여 NBC 심포니 오케스트라를 지휘하기도 했다. 12세 때에는 일류 오케스트라의 지휘를 위해 미국을 여행하였다. 15세 때에는 바이올린으로 데뷔하였다.
1946년 ~ 1950년에는 피츠버그 대학교에서 수학, 철학, 언어학 등을 수학하였고, 재학 중에 피츠버그 교향악단의 일원으로 활동하면서 현악4중주단을 결성하기도 하였다.
2008년 2월 26일 최초로 평양을 방문한 뉴욕 필하모닉 오케스트라의 공연에서 지휘를 맡았다. 이 공연에서는 양국 국가와 드보르작의 《교향곡 9번 "신세계에서"》, 조지 거쉰의 《파리의 미국인》, 최성환(작곡)의 《아리랑》이 연주되었다.
2014년 7월 13일, 미국 버지니아주 캐슬턴에서 폐렴에 의한 합병증 증세로 인해 84세의 나이로 타계했다.

## 내한 공연사(公演史)
1963년, 첫 내한시 베를린 도이치 오페라와의 공연은 정보가 부족하다. 비슷한 시기 일본에서는 바그너의 트리스탄과 이졸데를 지휘한 바 있다.

#### 클리블랜드 오케스트라
- 1978년, 세종문화회관

```
        9월 13일, 거쉬윈 - 쿠바 서곡, 무소륵스키 - 전람회의 그림, 차이콥스키 - 교향곡 6번 '비창'
        9월 14일, 베토벤 - 레오노레 서곡 3번, 교향곡 7번, 브람스 - 교향곡 1번
```

#### 빈 필하모닉 오케스트라
- 1980년, 세종문화회관

```
        11월 10일, 슈베르트 - 로자문데 서곡, 교향곡 8번 '미완성', 

                   요제프 슈트라우스 - 수채화 왈츠, 요한 슈트라우스 2세 - 산적 갤롭, 요한/요제프 슈트라우스 - 피치카토 폴카, 요한 슈트라우스 2세 - 상동곡, 박쥐 서곡
        11월 11일, 베토벤 - 교향곡 6번 '전원', 교향곡 5번 '운명'
```

#### 프랑스 국립 오케스트라
- 1982년, 세종문화회관

```
        3월 2일, 드보르자크 - 사육제 서곡, 교향곡 9번 '신세계', 베토벤 - 교향곡 7번
        3월 3일, 드뷔시 - '목신의 오후에'의 전주곡, 야상곡, 라벨 - 라 발스
```

#### 스칼라 오페라
- 1988년, 세종문화회관

```
        8월 16-18일, 푸치니 - 투란도트
```

#### 필하모니아 오케스트라
- 1994년, 세종문화회관

```
        5월 30일, 베토벤 - 교향곡 3번 '영웅', 피아노 협주곡 5번 '황제'(김형규), 레오노레 서곡 3번
```

#### 피츠버그 심포니 오케스트라
- 1995년, 예술의전당

```
        5월 26일, 베토벤 - 레오노레 서곡 2번, 라흐마니노프 - 피아노 협주곡 2번 (김혜정), 브람스 - 교향곡 1번
        5월 27일, 차이콥스키 - '백조의 호수 '발레 모음곡, 바이올린 협주곡 (줄리안 라츨린), 교향곡 5번
```

#### 서울시립교향악단
- 2003년, 예술의전당

```
       4월 13일, 차이콥스키 - '로미오와 줄리엣' 환상 서곡, 로코코풍 주제에 의한 변주곡 (장한나), 쇼스타코비치 - 교향곡 5번
```

#### 뉴욕 필하모닉
- 2004년, 세종문화회관

```
       10월 14일, 프로코피예프 - '로미오와 줄리엣'모음곡 2번(1,3,7), '피아노 협주곡 제3번'(백건우), 교향곡 제5번
```

- 예술의전당

```
       10월 15일, 베토벤 - 에그몬트 서곡, 브루흐 - 바이올린 협주곡 1번 (이유라), 드보르자크 - 교향곡 9번 '신세계'
       10월 17일, 리스트 - 피아노 협주곡 1번 (손열음), 말러 - 교향곡 5번
```

- 대전문화예술의전당

```
       10월 18일, 베토벤 - 에그몬트 서곡, 리스트 - 피아노 협주곡 1번 (손열음), 드보르자크 - 교향곡 9번 '신세계'
```

- 2006년, 예술의전당

```
      11월 15일, 드보르자크 - 사육제 서곡, 라흐마니노프 - 파가니니 주제에 의한 광시곡 (조이스 양), 베토벤 - 교향곡 3번 '영웅'
      11월 16일, 브람스 - 하이든 주제에 의한 변주곡, 코다이 - 갈란타의 춤,베를리오즈 - 환상 교향곡
```

- 대전문화예술의전당

```
      11월 17일, 라흐마니노프 - 파가니니 주제에 의한 광시곡 (조이스 양), 베토벤 - 교향곡 3번 '영웅'
```

- 2008년, 예술의전당

```
       2월 28일, 애국가, 미국국가, 베토벤 - 에그몬트 서곡, 피아노 협주곡 2번 (손열음), 교향곡 5번 '운명'
```

#### 국립경찰교향악단
- 2010년, 분당중앙공원

```
        8월 14일, 베를리오즈 - '로마의 사육제' 서곡
```

#### 앱솔루트 클래식 페스티벌 오케스트라
- 2010년, 성남아트센터

```
        8월 20일, 베버 - '오베론' 서곡
```

#### 필하모니아 오케스트라
- 2012년, 예술의전당

```
        4월 7일, 모차르트 - 바이올린 협주곡 3번 (에스더 유), 말러 - 교향곡 5번
        4월 8일, 모차르트 - 바이올린 협주곡 3번 (에스더 유), 말러 - 교향곡 1번
```

#### 시카고 심포니 오케스트라
- 2013년, 예술의전당

```
        2월 6일, 모차르트 - 교향곡 41번 '주피터', 브람스 - 교향곡 2번
        2월 7일, 베르디 - '시칠리아 섬의 저녁기도' 서곡, 멘델스존 - 교향곡 4번 '이탈리아', 베토벤 - 교향곡 3번 '영웅'
```

#### 뮌헨 필하모닉
- 2013, 예술의전당 (마젤의 마지막 내한공연)

```
      4월 21일, 베토벤 - 코리올란 서곡, 교향곡 4, 7번
      4월 22일, 차이콥스키 - '로미오와 줄리엣' 환상 서곡, 베토벤 - 피아노 협주곡 4번 (조성진), 스트라빈스키 - 봄의 제전
```

## 작품
- 무언(無言)의 반지 (리하르트 바그너의 니벨룽의 반지 관현악 편곡)
- 《1984》: 조지 오웰의 소설에 입각한 오페라

## 일화
2014년, 1월 중에 자신의 웹사이트에서 아들 오슨에게 감화되어, 채식주의자가 되기로 결심했다고 밝혔다. 25만 명의 독자 중 일부는 동정하여 식이요법에 대한 심경의 변화를 가질 것으로 기대하였다. 딱 천 명의 독자가 그렇게 하면, 수천 킬로가 적은 고기가 소비될 것으로 계산하였다. 미국의 동물보호단체가 디조르노 피자치즈 공급업체로 들어가 위장 조사 과정에서 드러난 젖소가 끔찍한 학대를 당하는 영상을 공유하였다.

## 사생활
첫 번째 결혼에서 브라질계 미국 피아니스트인 미리엄 샌드뱅크와의 사이에서 앤절리와 다리아의 두 딸이 있으며, 1969년, 이스라엘 피아니스트인 이스라엘라 마갈리트와 결혼해서 아들 이란과 딸 피오나가 있다. 두 번의 결혼은 모두 이혼으로 끝났다.
1986년, 독일 배우인 디트린데 투어반과의 결혼으로, 아들 오슨과 레슬리, 딸 타라가 있다.

## 참고 문헌
- 군지 야스노리, 「마젤＆토스카니니 향(響)의 야심찬 활동」, 《로린 마젤 -토스카니니 교향악단 일본 공연 프로그램》, 재팬 아츠, 2007